# Парламентские выборы в Сербии (1992)
Досрочные парламентские выборы в Сербии прошли 20 декабря 1992 года. Одновременно состоялись и досрочные президентские выборы. Выборы были назначены в соответствии с итогами референдума от 11 октября 1992 года, на котором за проведение досрочных выборов президента и парламента проголосовало 95,60 % избирателей.
Президентом был переизбран Слободан Милошевич (53,24 %), а возглавляемая им правящая Социалистическая партия Сербии вновь одержала победу на парламентских выборах.

## Результаты выборов
| Партия                                          | Оригинальное название                                                                                       | Голоса    | %     | Места | Изменения |
| ----------------------------------------------- | --- | --------- | ----- | ----- | --------- |
| Социалистическая партия Сербии                  | серб. Социјалистичка партија Србије, СПС                                                                    | 1.359.086 | 28,77 | 101   | ▼93       |
| Сербская радикальная партия                     | серб. Српска радикална странка, СРС                                                                         | 1.066.765 | 22,58 | 73    | новая     |
| Демократическое движение Сербии                 | серб. Demokratski pokret Srbije, DEPOS                                                                      | 797 831   | 16,89 | 50    | новый     |
| Демократическое сообщество воеводинских венгров | серб. Демократска заједница војвођанских Мађара, ДЗВМ венг. Vajdasági Magyarok Demokratikus Közössége, VMDK | 140 825   | 2,98  | 9     | ▲1        |
| Демократическая партия                          | серб. Демократска странка, ДС                                                                               | 196 347   | 4,16  | 6     | ▼1        |
| Народная крестьянская партия                    | серб. Народна сељачка странка, НСС                                                                          | 128 240   | 2,71  | 3     | ▲2        |
| Реформистская демократическая партия Воеводины  | серб. Реформска демократска странка Војводине                                                               | 71 865    | 1,52  | 2     | ▬         |
| Группа граждан (Желько Ражнатович)              | серб. Група грађана (Жељко Ражнатовић)                                                                      | 17 352    | 0,37  | 5     | новый     |
| Демократическая реформистская партия мусульман  | серб. Демократска реформска странка Муслимана, ДРСМ                                                         | 6 336     | 0,13  | 1     | ▬         |
| Другие                                          | — | 663 903   | 14,06 | —     |           |
| Всего                                           | | 4.723.711 | 100   | 250   |           |
| Зарегистрировано избирателей/Явка               | | 6.774.995 | 69,72 |       |           |

1. ↑  Коалиция Сербского движения обновления, Демократической партии Сербии, Сербской либеральной партии и партии «Новая демократия»

## Распределение мест в Скупщине
Социалистическая партия Сербии  (101)
 Сербская радикальная партия  (73)
 Демократическое движение Сербии  (50)
- Сербское движение обновления (30)
- Демократическая партия Сербии (18)
- Сербская либеральная партия (1)
- «Новая демократия» (1)

 Демократическое сообщество воеводинских венгров  (9)
 Демократическая партия  (6)

## Итоги выборов
Победу на выборах вновь одержала правящая Социалистическая партия Сербии Слободана Милошевича. В отличие от предыдущих выборов победа социалистов оказалась не такой убедительной, на этот раз они завоевали 101 из 250 мест в Скупщине (40,4 %). Чтобы получить абсолютное большинство мест в парламенте Соцпартия сформировала правительство вместе с Сербской радикальной парти Воислава Шешеля. Таким образом правительственная коалиция заручилась поддержкой 184 депутатов из 250 (73,6 %).